# راندي نابليون
راندي نابليون (بالإنجليزية: Randy Napoleon)‏ هو عازف جاز وعازف قيثارة وملحن أمريكي، ولد في 30 مايو 1977 في بروكلين في الولايات المتحدة.

## وصلات خارجية
- الموقع الرسمي
- راندي نابليون على موقع ميوزك برينز (الإنجليزية)
- راندي نابليون على موقع أول ميوزيك (الإنجليزية)